# 65
65 (LXV) var ett normalår som började en tisdag i den julianska kalendern.

## Händelser

### Okänt datum
- Gaius Calpurnius Piso konspirerar mot den romerske kejsaren Nero.
- Cestius Gallus blir legat av Syrien.
- Efter ett framträdande, där Nero har chockerat senatorsklassen ordentligt, påbörjar Nero repressalier mot Seneca, Tigellinus, republikanska senatorer och alla han misstror.
- Nero dödar sin gravida fru, Poppaea Sabina, genom att sparka henne i magen.
- Matteusevangeliet skrivs troligen någon gång mellan 60 och detta år.
- Det första kristna samhället i Afrika grundas av aposteln Markus, en av Petrus lärjungar. Markus börjar ledd av den Helige Ande att där skriva Markus evangelium.
- Den första referensen till buddhismen görs i Kina.

## Avlidna
- 30 april – Lucanus, romersk poet och filosof
- Poppaea Sabina, romersk kejsarinna, hustru till Nero
- Seneca d.y., romersk författare, filosof och politiker
- Gaius Calpurnius Piso, romersk statsman och orator